# Maurice van Nieuwenhuizen
Maurice van Nieuwenhuizen (1912 - 1998) was een Nederlandse pionier in het jiujitsu en judo.
Van Nieuwenhuizen had in Den Haag een sportschool waar in de jaren 1930/begin jaren 1940 jiujitsu en judo werd onderwezen. Tot de bekende leerlingen behoorden Jaap Nauwelaerts de Agé en Alfred Mazure. Van Nieuwenhuizen was Nederlands kampioen jiujitsu. Hij deed zijn kennis omtrent deze twee vechtkunsten op via niet-Nederlandstalige boeken en buitenlandse reizen in een tijd dat daar buiten Johan van der Bruggen bij uitzondering in Nederland iets over bekend was. Begin 1939 werd op zijn initiatief de Nederlandsche Jiu-Jitsu Bond (N.J.J.B.) opgericht, die uiteindelijk opging in de Judo Bond Nederland. Diverse Nederlandstalige boeken over jiujitsu en judo verschenen van de hand van Van Nieuwenhuizen. In films van Mazure zoals Moord in het Modehuis speelde hij de rol van Dick Bos. 
Zijn echtgenote was de actrice Enny Meunier.